# Copdock and Washbrook
Copdock and Washbrook är en civil parish i Babergh i Suffolk i England. Civil parish har 1 114 invånare (2011).